# Yoduro de germanio (IV)
El yoduro de germanio (IV) es un compuesto inorgánico con la fórmula química GeI4.

## Preparación
El yoduro de germanio (IV) puede obtenerse mediante la reacción del germanio y el yodo o mediante la reacción de dióxido de germanio y ácido yodhídrico al 57%: 
GeO
2 + 4 HI  →  GeI
4 + 2 H
2O

## Propiedades químicas
El yoduro de germanio (IV) reacciona con estaño tetraalquilo a 250 °C para formar R₂SnI₂ y R₂GeI₂ (R = Et, Bu, Ph). Reacciona con germanio y azufre a altas temperaturas para producir GeSI₂ rojo y Ge₂S₃I₂ naranja.
Reacciona con nonacarbonilo de dihierro en un líquido iónico ([BMIm]Cl/AlCl₃) a 130 °C para obtener Ge₁₂[Fe(CO)₃]₈I₄. 
12 GeI
4 + 15 Fe
2(CO)
9  →  Ge
12[Fe(CO)
3]
8I
4 + 22 FeI
2 + 111 CO↑

## Propiedades físicas
El yoduro de germanio (IV) es un sólido cristalino de color rojo anaranjado que se hidroliza en agua. Es soluble en disulfuro de carbono y benceno, pero menos soluble en tetracloruro de carbono y cloroformo. Comienza a descomponerse en yoduro de germanio (II) y yodo por encima de su punto de fusión.  El yoduro de germanio (IV) cristaliza en el sistema cristalino cúbico, grupo espacial Pa3 (grupo espacial n.º 205), con el parámetro de red a = 11,89 Å. La estructura cristalina consiste en moléculas tetraédricas de GeI₄.